# Parroquia de Saint David (Granada)
Saint David, en la parte sureste de Granada, es la cuarta parroquia más grande en la isla. Es también la única sin una ciudad principal.
- Datos: Q2087806
- Multimedia: Saint David Parish, Grenada / Q2087806